# Bhikhi
Bhikhi is een nagar panchayat (plaats) in het district Mansa van de Indiase staat Punjab. 

## Demografie
Volgens de Indiase volkstelling van 2001 wonen er 15.078 mensen in Bhikhi, waarvan 53% mannelijk en 47% vrouwelijk is. De plaats heeft een alfabetiseringsgraad van 53%. 